# كريم ريسانغ
كريم ريسانغ (بالهولندية: Karim Ressang)‏ (مواليد 15 نوفمبر 1955) هو سبّاح هولندي، مثّل بلاده في الألعاب الأولمبية الصيفية 1976.

## روابط خارجية
كريم ريسانغ على موقع الاتحاد الدولي للسباحة (الإنجليزية)
- كريم ريسانغ على موقع أوليمبيديا (الإنجليزية)